# کیراری سلیمان‌نگر
کیراری سلیمان‌نگر
شهر کیراری سلیمان‌نگر (به انگلیسی: Kirari Suleman Nagar) با جمعیت ۲۰۲٫۷۲۴ نفر در ایالت ناحیه هم‌پیوسته دهلی در کشور هند واقع شده‌است.